# Soho (Schiff)
Die Soho war eine Fregatte der Marine der Koreanischen Volksarmee, die von 1982 bis vermutlich 2009 in Dienst stand.

## Geschichte und Charakteristika
Die Fregatte wurde Ende der 1970er Jahre geplant, im Juni 1980 auf der Werft "Najin Nummer 28" in Rajin unter der Nummer 823 auf Kiel gelegt und im November 1981 zu Wasser gelassen. Bei ihr handelte es sich um ein 75 Meter langes, experimentelles Doppelrumpfschiff (Katamaran), das mit einem Hubschrauberdeck und sowohl zur U-Boot-Abwehr, als auch für Überwasserziele und zur Luftabwehr ausgerüstet war. Die Besatzungsanzahl wird auf etwa 190 Mann geschätzt. Eine mögliche Begründung für diese umfangreiche Ausstattung des Schiffes könnte ein fehlender Entschluss der nordkoreanischen Marine gewesen sein, eine feste Rolle für die Fregatte zu bestimmen.
Im Mai 1982 erfolgte dann die Indienststellung bei der nordkoreanischen Volksmarine. 1983 absolvierte die Soho einige Patrouillen-Fahrten von ihrer Heimatbasis Toejo Dong aus, wobei das erste Mal ein Mil Mi-4PL zur U-Jagd auf ihr stationiert wurde. Allerdings wurde sie gegen Ende desselben Jahres für zweieinhalb Jahre wieder an ihre Bauwerft übergeben. Dies erfolgte vermutlich, da die Erwartungen vor allem in puncto Seetüchtigkeit nicht erfüllt werden konnten. Wohl aus diesem Grund wurde nur ein Schiff dieses Typs fertiggestellt. In den 1990er Jahren wurde sie der ebenfalls an der Ostküste gelegenen Marine-Basis Singyo-ri zugeteilt und Mitte der 2000er wurde das Helikopterdeck erneuert. Im Juni/Juli 2007 erfolgte schließlich eine weitere Versetzung an ihre Bauwerft, wo sie 2009 abgewrackt wurde. In ihrer Funktion als ASW-Schiff wurde sie durch die Korvetten der Nampo-Klasse ersetzt.
Aufgrund der strikten Geheimhaltungspolitik Nordkoreas können die Spezifikationen der Soho nur in ungefähren Werten wiedergegeben werden.